# Отиско (тауншип, Миннесота)
Отиско (англ. Otisco) — тауншип в округе Уосика, Миннесота, США. На 2000 год его население составило 629 человек.

## География
По данным Бюро переписи населения США площадь тауншипа составляет 93,3 км², из которых 93,3 км² занимает суша, а 93,3 км² — вода (93,3 км²).

## Демография
По данным переписи населения 2000 года здесь находились 629 человек, 222 домохозяйства и 170 семей.  Плотность населения —  6,8 чел./км².  На территории тауншипа расположено 230 построек со средней плотностью 2,6 построек на один квадратный километр. Расовый состав населения: 98,25 % белых, 0,16 % коренных американцев, 0,16 % азиатов, 0,95 % — других рас США и 0,48 % приходится на две или более других рас. Испанцы или латиноамериканцы любой расы составляли 1,43 % от популяции тауншипа.
Из 224 домохозяйств в 36,9 % воспитывались дети до 18 лет, в 68,9 % проживали супружеские пары, в 4,5 % проживали незамужние женщины и в 23,4 % домохозяйств проживали несемейные люди. 18,5 % домохозяйств состояли из одного человека, при том 5,0 % из — одиноких пожилых людей старше 65 лет. Средний размер домохозяйства — 2,83, а семьи — 3,23 человека.
29,6 % населения — младше 18 лет, 7,5 % — в возрасте от 18 до 24 лет, 28,6 % — от 25 до 44, 23,1 % — от 45 до 64, и 11,3 % — старше 65 лет. Средний возраст — 37 лет. На каждые 100 женщин приходилось 109,7 мужчин.  На каждые 100 женщин старше 18 приходилось 108,0 мужчин.
Средний годовой доход домохозяйства составлял 50 809 долларов, а средний годовой доход семьи —  55 357 долларов. Средний доход мужчин —  35 855  долларов, в то время как у женщин — 24 028. Доход на душу населения составил 17 310 долларов. За чертой бедности находились 2,9 % семей и 2,5 % всего населения тауншипа, из которых 2,9 % младше 18 и 3,0 % старше 65 лет.